# Mark Parsons
Mark Richard David Parsons (født 8. august 1986) er en engelsk fodboldtræner. Han har siden september 2021 været landstræner for Hollands kvindefodboldlandshold.
Tidligere i hans trænerkarriere har han været cheftræner for Washington Spirits- og Chelseas reservehold, samt Spirits ligahold i National Women's Soccer League (NWSL) og senest Portland Thorns FC inden landstrænerposten for Holland.